# Lamadian (köpinghuvudort i Kina, Heilongjiang Sheng, lat 46,70, long 124,78)
Lamadian (kinesiska: 喇嘛甸, 喇嘛甸镇) är en köpinghuvudort i Kina. Den ligger i provinsen Heilongjiang, i den nordöstra delen av landet, omkring 180 kilometer nordväst om provinshuvudstaden Harbin. Antalet invånare är 83 280. Befolkningen består av 40 341 kvinnor och 42 939 män. Barn under 15 år utgör 13,0 %, vuxna 15-64 år 81 %, och äldre över 65 år 4,0 %.
Runt Lamadian är det tätbefolkat, med 356 invånare per kvadratkilometer. Närmaste större samhälle är Fendou, 8,7 km sydost om Lamadian. Trakten runt Lamadian består i huvudsak av gräsmarker.
Genomsnittlig årsnederbörd är 740 millimeter. Den regnigaste månaden är juli, med i genomsnitt 196 mm nederbörd, och den torraste är januari, med 5 mm nederbörd.